# Frederico Figueiredo
Frederico José Oliveira Figueiredo (Lisboa, 25 de mayo de 1991) es un ciclista profesional portugués.

## Palmarés
2020
- Gran Premio Torres Vedras-Trofeo Joaquim Agostinho, más 1 etapa

2021
- Gran Premio Torres Vedras-Trofeo Joaquim Agostinho, más 1 etapa
- 1 etapa de la Vuelta a Portugal

2022
- Clásica Aldeias do Xisto
- Gran Premio Torres Vedras-Trofeo Joaquim Agostinho, más 1 etapa
- 1 etapa de la Vuelta a Portugal[1]

2023
- 1 etapa del Gran Premio Torres Vedras-Trofeo Joaquim Agostinho